# كانونجي (كاغاوا)
مدينة كانونجي (بالإنجليزية: Kan'onji)‏ هي أحد المدن التابعة لمحافظة كاغاوا. تأسست رسميًا في 12/03/2007. ويقدر عدد سكانها بـ 64020 نسمة حسب تقدير مكتب الإحصاء الياباني لعام 2012. تبلغ مساحة كانونجي 117.47 كم2. بكثافة سكانية تبلغ 545 نسمة/كم2.